# Ernst Vranckx
Ernst Vranckx (* 3. April 1966 in Löwen) ist ein belgischer Jazzmusiker (Piano, Komposition).

## Wirken
Vranckx, älterer Bruder von Shishani Vranckx, studierte seit 1987 zunächst am Antwerpener Jazzstudio, dann am Koninklijk Conservatorium Brussel. Er begann seine musikalische Karriere Ende der 1980er Jahre.
Vranckx arbeitete mit Kenny Wheeler (A Child's Blessing 1998), John Ruocco, Bert Joris und gehörte längere Zeit zur Experience von Chris Joris. Seit 1997 legte er mehrere Alben unter eigenem Namen vor, die vor allem Eigenkompositionen enthalten. Mit seinem Quintett aus Laurent Blondiau, Bart Defoort, Stefan Lievestro und Herman Pardon war er in China auf Tournee. Im Trio mit Bassist Garif Telzhanov und Schlagzeuger Kris Duerinckx tourte er 2013 durch Mitteleuropa.
Seit 1993 lehrte er zudem am Konservatorium in Gent.

## Preise und Auszeichnungen
Bereits als Student erhielt er von der International Association of Jazz Educators eine Special Citation for Outstanding Musicianship. 1992 schloss er sich der belgischen Delegation anlässlich des Jazz Mecca in Maastricht an. Er und seine Band gewannen den Prix Nicolas Dor beim Jazzfestival Lüttich.